# Tonje Enkerud
Tonje Enkerud (født 21. august 1994) er en norsk håndboldspiller som spiller for danske Viborg HK i Damehåndboldligaen og Norges kvindehåndboldlandshold. Hun har tidligere spillet for Storhamar HE og Flisa.
Hun fik debut på det norske A-landshold den 28. maj 2018, mod Sverige.

## Meritter
- Eliteserien
  - Sølv: 2018/2019, 2019/2020, 2020/2021
  - Bronze: 2017/2018
- Norsk Pokalturnering:
  - Finalist: 2018, 2019